# Caleta Gonzalez
Die Caleta Gonzalez (spanisch) ist eine kleine Bucht an der nordwestlichen Küste der westantarktischen James-Ross-Insel. Sie liegt östlich des Kap Lagrelius und südlich der Carlson-Insel.
Argentinische Wissenschaftler benannten sie. Der Namensgeber ist nicht überliefert.